# Aptandra
Aptandra é um género botânico pertencente à família Olacaceae.